# Slag bij Tabocas
De Slag bij Tabocas was een treffen tussen Nederlandse en Portugese troepen in de Portugees-Nederlandse Oorlog in de 17e eeuw.
Na de verovering van grote delen van Noordoost-Brazilië door de West Indische Compagnie in de jaren 1630-1635 hadden de Portugese suikerheren de controle over het binnenland verloren. Bovendien moesten ze aan de WIC veel hogere belastingen betalen over de geproduceerde suiker en behaalde winsten dan voorheen onder het Portugese bewind. Reeds vanaf de jaren 1638-1639, nog in het begin van het bewind van Graaf Johan Maurits van Nassau-Siegen, zonnen zij op een opstand tegen de overheersing door de Hollanders. Na de inkrimping van het leger en het vertrek van Johan Maurits zagen ze hun kans schoon. Hun gezamenlijke schuld aan de WIC was inmiddels opgelopen tot zo'n 100 ton goud.
Enkele maanden na het begin van de opstand van de Portugese inwoners van Nieuw Holland tegen het Nederlands bewind in Brazilië, vond de Slag bij Tabocas plaats. Op 3 augustus 1645 trof een kleine Nederlandse eenheid onder bevel van kolonel Haus en kapitein Blaer, op een rotsachtige heuveltop genaamd Monte das Tabocas, ongeveer 50 kilometer van Recife, een Portugese strijdmacht van 1000 man aan onder bevel van de leider van de opstand, João Fernandes Vieira. De Nederlandse strijdmacht ging tot de aanval over omdat ze zich veel beter bewapend achtte dan de Portugezen met hun inlandse kompanen die over geïmproviseerde wapens beschikten.
Tot viermaal toe deed Haus een verwoede aanval op de heuvel die een natuurlijke vesting vormde. Alhoewel hij er bijna in slaagde de heuvel in te nemen, werden zijn manschappen telkens met verliezen teruggedreven. De Portugezen beloofden ten slotte de zwarte slaven in hun hulptroepen de vrijheid als ze de Nederlanders terugdreven. Toen na zonsondergang de gevechten werden gestaakt en de Nederlanders waarschijnlijk zo'n 200 van de 700 man sterke eenheid verloren hadden, besloten ze zich in de duisternis terug te trekken. Deze slag betekende een keerpunt in de strijd in het voordeel van de Portugese opstandelingen.